# 18239 Екерс
18239 Екерс (18239 Ekers) — астероїд головного поясу, відкритий 29 вересня 1973 року.
Тіссеранів параметр щодо Юпітера — 3,207.